# Kołbiel (gemeente)

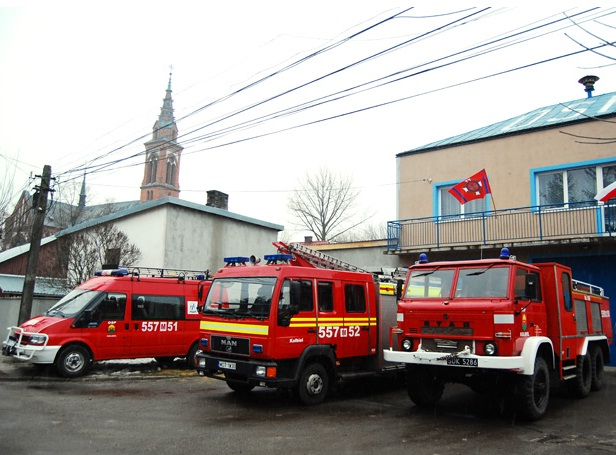
Brandweerkazerne

De gemeente Kołbiel is een landgemeente in het Poolse woiwodschap Mazovië, in powiat Otwocki.
De zetel van de gemeente is in Kołbiel.
Op 30 juni 2004 telde de gemeente 8067 inwoners.

## Oppervlakte gegevens
In 2002 bedroeg de totale oppervlakte van gemeente Kołbiel 106,44 km², waarvan:
- agrarisch gebied: 71%
- bossen: 20%

De gemeente beslaat 17,3% van de totale oppervlakte van de powiat.

## Demografie
Stand op 30 juni 2004:
| Omschrijving                   | Totaal | Totaal | Vrouwen | Vrouwen | Mannen | Mannen |
| ------------------------------ | ------ | ------ | ------- | ------- | ------ | ------ |
| eenheid                        | aantal | %      | aantal  | %       | aantal | %      |
| inwoners                       | 8067   | 100    | 4059    | 50,3    | 4008   | 49,7   |
| bevolkingsdichtheid (inw./km²) | 75,8   | 75,8   | 38,1    | 38,1    | 37,7   | 37,7   |

In 2002 bedroeg het gemiddelde inkomen per inwoner 1309,8 zł.

## Plaatsen
Antoninek, Bocian, Borków, Chrosna, Chrząszczówka, Człekówka, Dobrzyniec, Gadka, Głupianka, Gózd, Karpiska, Kąty, Kołbiel, Lubice, Nowa Wieś, Oleksin, Podgórzno, Radachówka, Rudno, Rudzienko, Sępochów, Siwianka, Skorupy, Stara Wieś Druga, Sufczyn, Teresin, Władzin, Wola Sufczyńska.

## Aangrenzende gemeenten
Celestynów, Mińsk Mazowiecki, Osieck, Pilawa, Siennica, Wiązowna